# Mario Bocaly
Mario Bocaly (* 28. Juli 1978 in Le Lamentin) ist ein französischer Fußballtrainer von Martinique.

## Karriere
Seine erste Trainerstation war in der Saison 2009/10 bei Réveil Sportif. Für die nächsten zwei Spielzeiten war er Cheftrainer beim Aiglon du Lamentin FC sowie in der Saison 2012/13 bei US Marinoise. Danach folgten drei Spielzeiten an der Seitenlinie von Golden Star de Fort-de-France. Seit Anfang Dezember 2017 ist er Trainer der Nationalmannschaft von Martinique.